# 霍華德·雅各布森
霍華德·雅各布森（1942年8月25日—）是一名英国小說家。

## 生平
他出生於英國曼徹斯特，畢業於劍橋大學英國文學系。他早年曾於多所大學擔任教席，包括悉尼大學及劍橋大學，又曾在電台主持節目。1983年，他推出處女作《迎頭趕上》，自此踏上作家之路，先後兩次於2002年和2006年入圍布克獎初選名單，最終憑描寫三個大男人的幽默小說芬克勒問題奪得2010年布克獎。